# Daisey Bailey
Daisey Bailey (30 de março de 1896 – 7 de março de 2010) foi uma supercentenária americana que viveu até aos 113 anos e 342 dias.